# NGC 5249
NGC 5249 (другие обозначения — UGC 8618, MCG 3-35-15, ZWG 102.28, PGC 48134) — линзообразная галактика (S0) в созвездии Волопас.
Этот объект входит в число перечисленных в оригинальной редакции «Нового общего каталога».